# Protohermes rubidus
Protohermes rubidus is een insect uit de familie Corydalidae, die tot de orde grootvleugeligen (Megaloptera) behoort. De soort komt voor in China. De typelocatie is Qingdao. Het lectotype van de soort wordt bewaard in het Museum für Naturkunde in Berlijn.